# Cheilosia lucense
Cheilosia lucense es una especie de sírfido. Es endémica del noroeste de la España peninsular.